# It's on
«It's On» (¡Adelante!) es el cuarto sencillo de la Película Original de Disney Channel Camp Rock 2: The Final Jam. La canción es interpretada por todo el reparto de la película. Fue lanzada a nivel mundial el 10 de mayo de 2010. La película se estrenó en Latinoamérica el 5 de septiembre.

## Argumento de la canción
Los chicos de ambos campamentos se retan en una canción de rock en la cual se piden que enseñen todo lo que saben.
En la película, esta será una de las canciones más decisivas, debido a que ambos campamentos se declaran la guerra para demostrar cual es el mejor campamento. Eso sí, el peor campamento cerrará sus puertas para siempre.

## Intérpretes principales
- Demi Lovato como Mitchie Torres.
- Joe Jonas como Shane Gray.
- Nick Jonas como Nate.
- Kevin Jonas como Jason.
- Meaghan Jette Martin como Tess Tyler.
- Alyson Stoner como Caitlyn Geller.
- Renee Sandstrom como Margaret "Peggy" Dupree. (pero actúa la actriz Jasmine Richards).
- Anna Maria Pérez de Tagle como Ella Pador.
- Jordan Francis como Barron James.
- Roshon Fegan como Sander Lawyer.
- Matthew "Mdot" Finley como Luke Williams.